# Takatsukasa Kanehiro
Takatsukasa Kanehiro (鷹司 兼熙) (né le 17 janvier 1659, mort le 24 décembre 1725), fils de Takatsukasa Fusasuke, est un noble de cour japonais (kugyō) de l'époque d'Edo (1603–1868). Il exerce la fonction de  kampaku pour l'empereur Higashiyama de 1703 à 1707. Son fils adopté est Takatsukasa Fusahiro qu'il a avec une fille de Matsudaira Yorishige, daimyo du domaine de Takamatsu.

## Source de la traduction
- (en) Cet article est partiellement ou en totalité issu de l’article de Wikipédia en anglais intitulé « Takatsukasa Kanehiro » (voir la liste des auteurs).